# ایلیا سالکایند
ایلیا سالکایند (انگلیسی: Ilya Salkind؛ زادهٔ ۲۷ اوت ۱۹۴۷) تهیه‌کننده فیلم اهل مکزیک است.
وی تهیه‌کننده فیلم‌هایی همچون سه تفنگدار، جنون بورژوازی و کریستوف کلمب: اکتشاف بوده‌است.